# Solemacher (Adelsgeschlecht)

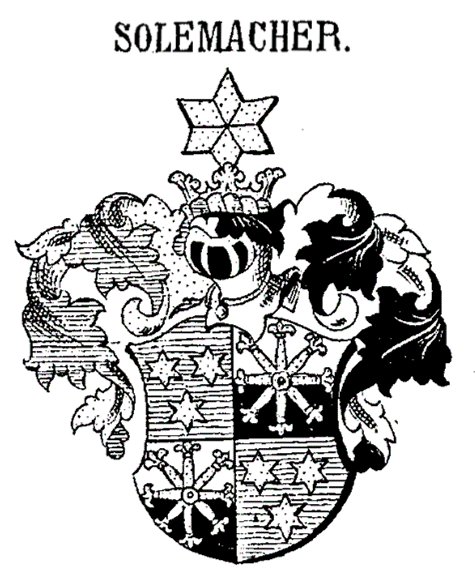
Wappen derer von Solemacher in Siebmachers Wappenbuch

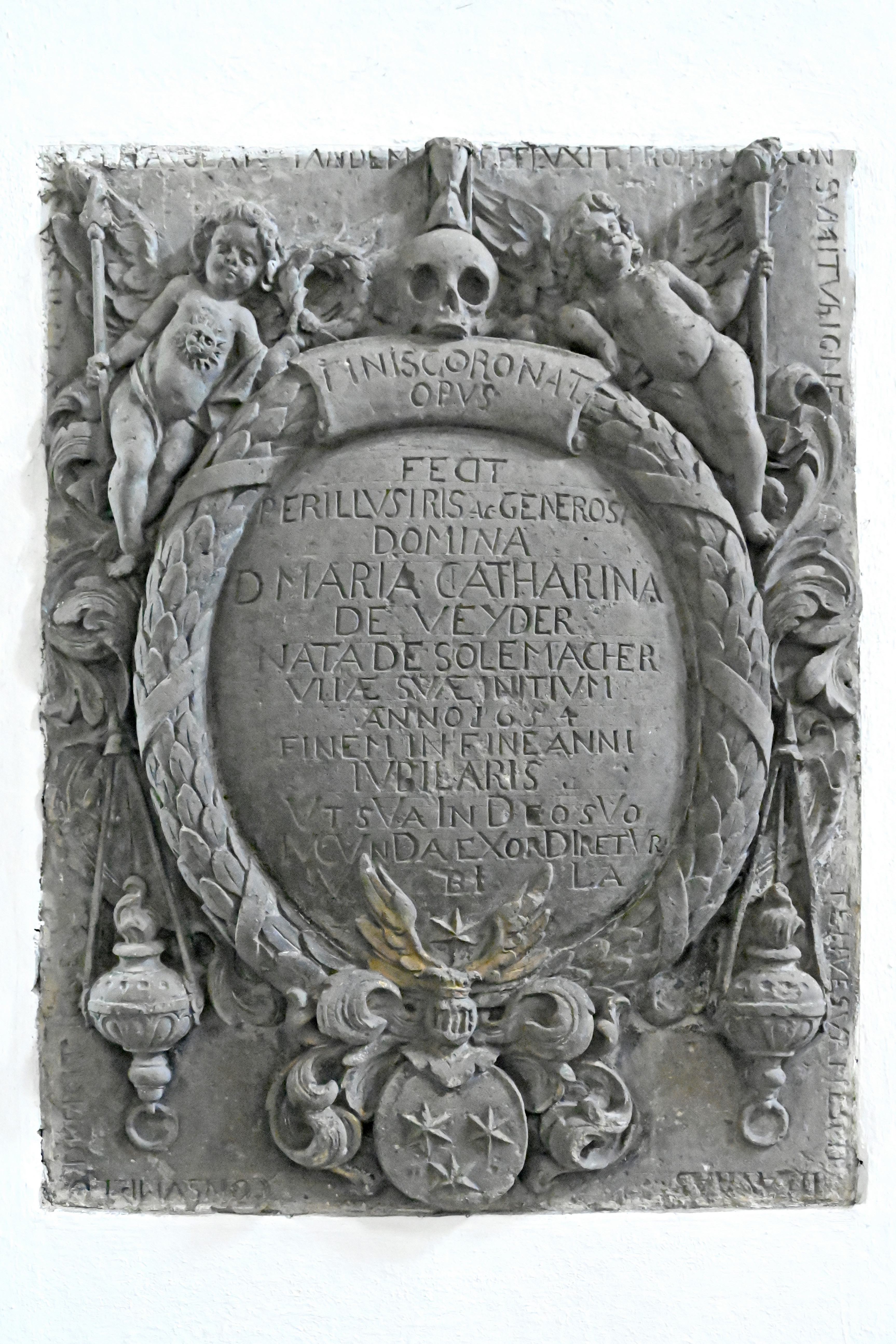
Epitaph für Maria Catharina de Veyder, geborene Solemacher (1654) in St. Leodegar (Niederehe)

Solemacher ist der Name eines erloschenen rheinländischen Adelsgeschlechts.

## Geschichte
1658 wurde der kurtrierischer Hofrat und Geheimer Secretär Johann Solemacher (1624–1682) von Kaiser Leopold in den Adelsstand erhoben. Dessen Sohn, der kurtrierische Kanzler Johann Arnold von Solemacher (1657–1734) aus Koblenz kaufte im Jahr 1700 das Rittergut Namedy für 7500 Reichstaler von Maximilian Melchior von Klepping, dem Sohn des Franz Wilhelm. Am 4. Januar 1718 wurde er durch Kaiser Karl VI. nach Hinzufügung von Namen und Wappen der alten Familie Husmann von Namedy in den Reichsritterstand mit dem Prädikat „Edeler“ erhoben.
Der Sohn von Johann Arnold von Solemacher, Johann Hugo von Solemacher wurde am 3. März 1733 bei der mittelrheinischen und dessen Sohn Johann Melchior von Solemacher am 14. Januar 1780 bei der Niederrheinischen Reichsritterschaft rezipiert.
Johann Melchior von Solemacher (1734–1820) heiratete am 13. Juni 1758 zu Haus Endenich bei Bonn Clara von Lapp (1737–1808), Erbfrau zu Antweiler, Elffgen, Vohwinkel und Graach und kam 1765 so in den Besitz von Antweiler. Während sein erster Sohn Haupterbe wurde, wurde sein zweiter Sohn Stifter der Linie Solemacher-Antweiler.
Am 18. Oktober 1861 wurde Anton Franz Hermann Freiherr von Solemacher-Antweiler (* 1802) in den erblichen preußischen Freiherrenstand erhoben.

## Wappen
Blasonierung: Geviert. Felder 1 und 4 in Blau drei (2:1) goldene Sterne, Felder 2 und 3 von Silber und Schwarz geteilt mit einem Rad von sieben goldenen Gleven (Lilienzeptern). Auf dem gekrönten Helm mit rechts blau-goldenen und links schwarz-silbernen Decken ein goldener Stern.